# 承天禪寺

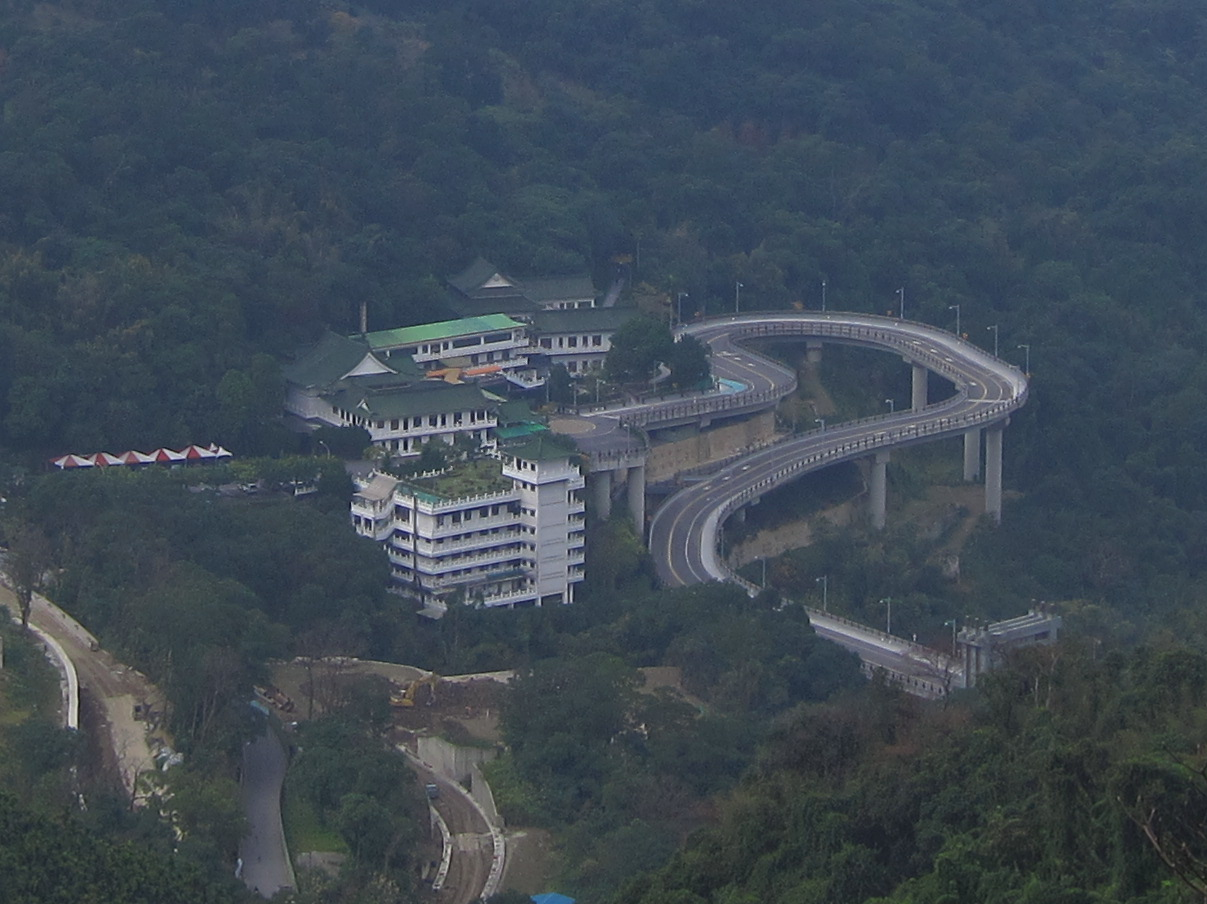
位於山腰的承天禪寺

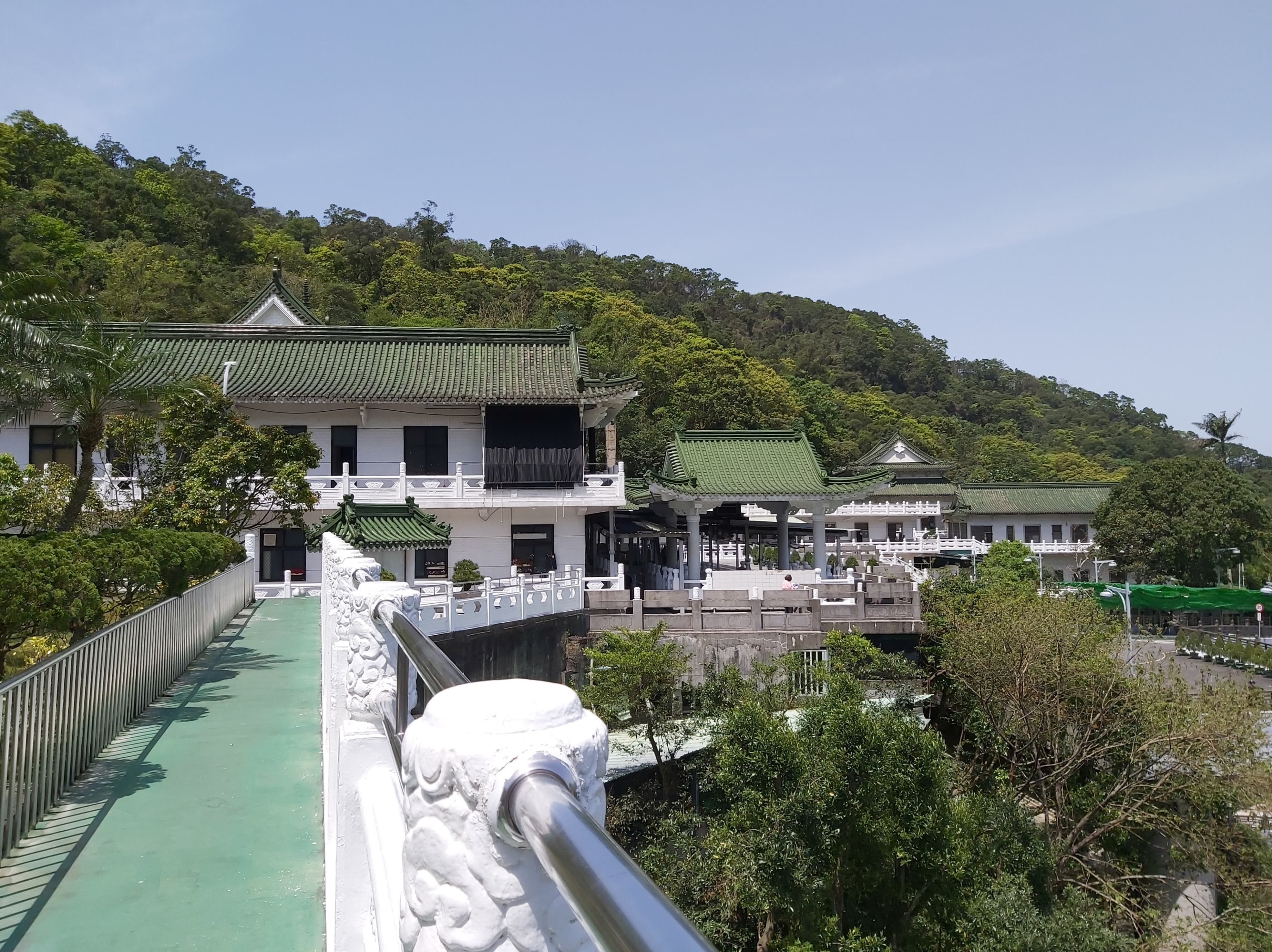
承天禪寺建築群側面

承天禪寺，又稱土城承天寺，位於臺灣新北市土城區南天母山，為知名佛教僧侶廣欽上人於1955年創建的佛教寺廟，1975年重建。自福建到台灣傳教的廣欽，原本受戒寺院就為福建泉州承天寺，為表尊其源，特地將此寺院取同名為承天禪寺。

## 概要

### 建築

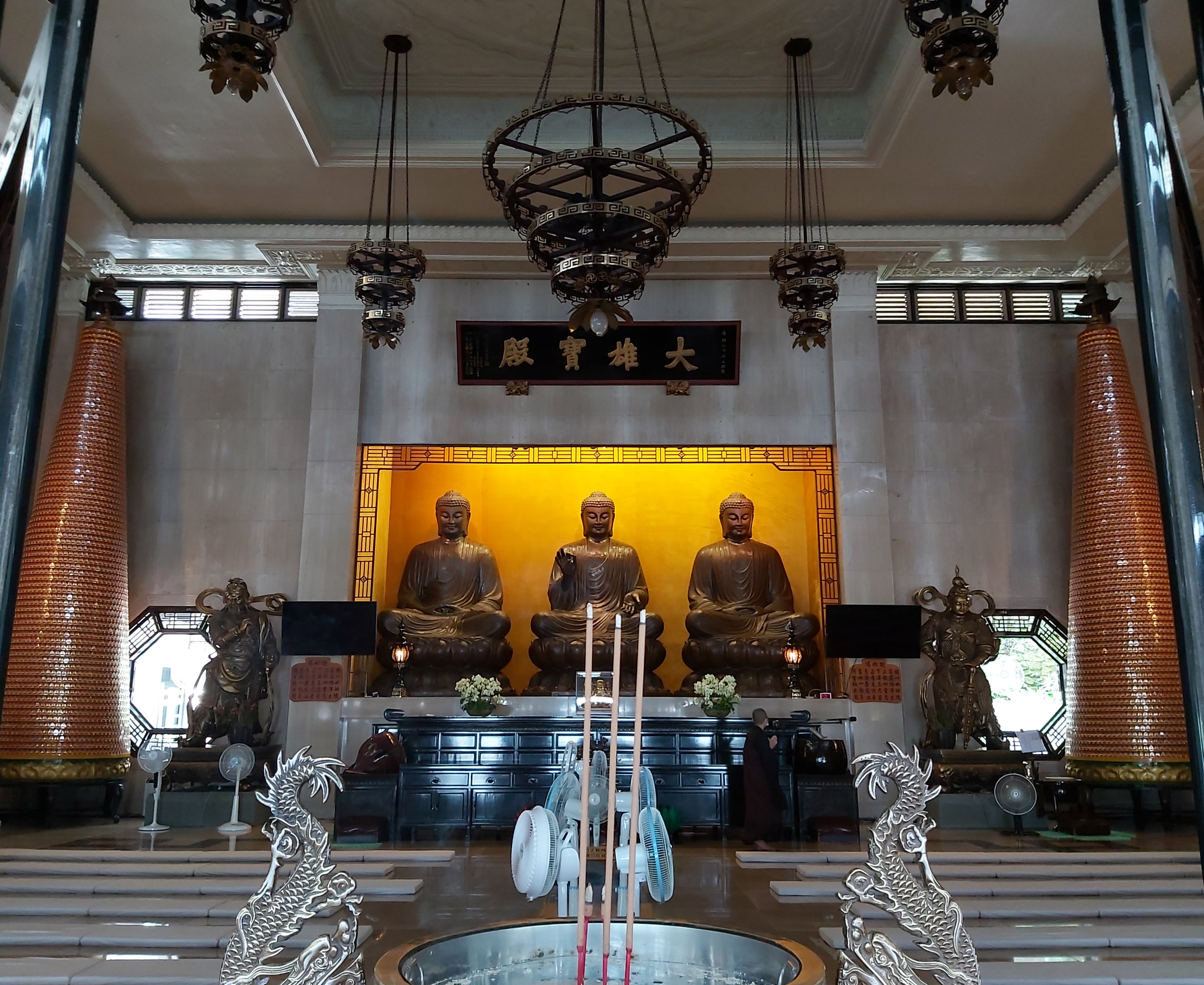
大雄寶殿三寶佛像

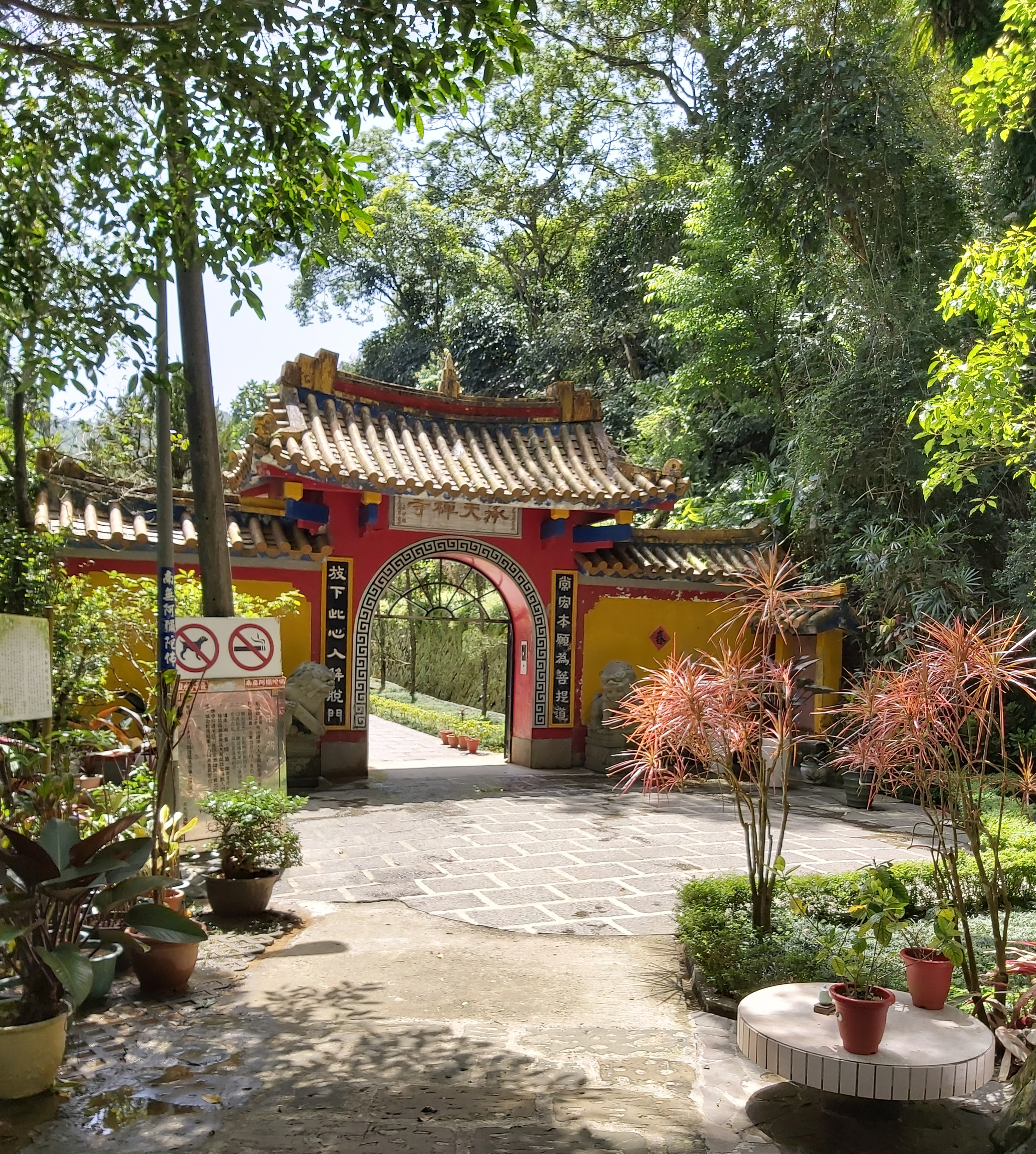
前山門

承天禪寺有三大建築群，大雄寶殿中間供奉釋迦摩尼佛、右奉藥師佛、左奉阿彌陀佛，附設觀音殿與地藏殿於兩側，是該寺主要法會舉辦場地；大雄寶殿左側為大悲樓，樓高五層，爲容納各地法會信衆而建，供奉觀世音菩薩，並陳列有佛教經書提供香客借閱或請回家研讀；右側下方為三聖殿，中間供奉西方三聖、右側奉地藏王菩薩、左側奉廣欽老和尚塑像，西方三聖前有韋馱、伽藍分立左右護法。現今三聖殿上方的廣公紀念堂為廣欽老和尚生前居住之處，第二代住持傳悔法師（1923年—2000年）圓寂後，牌位亦在此供奉。

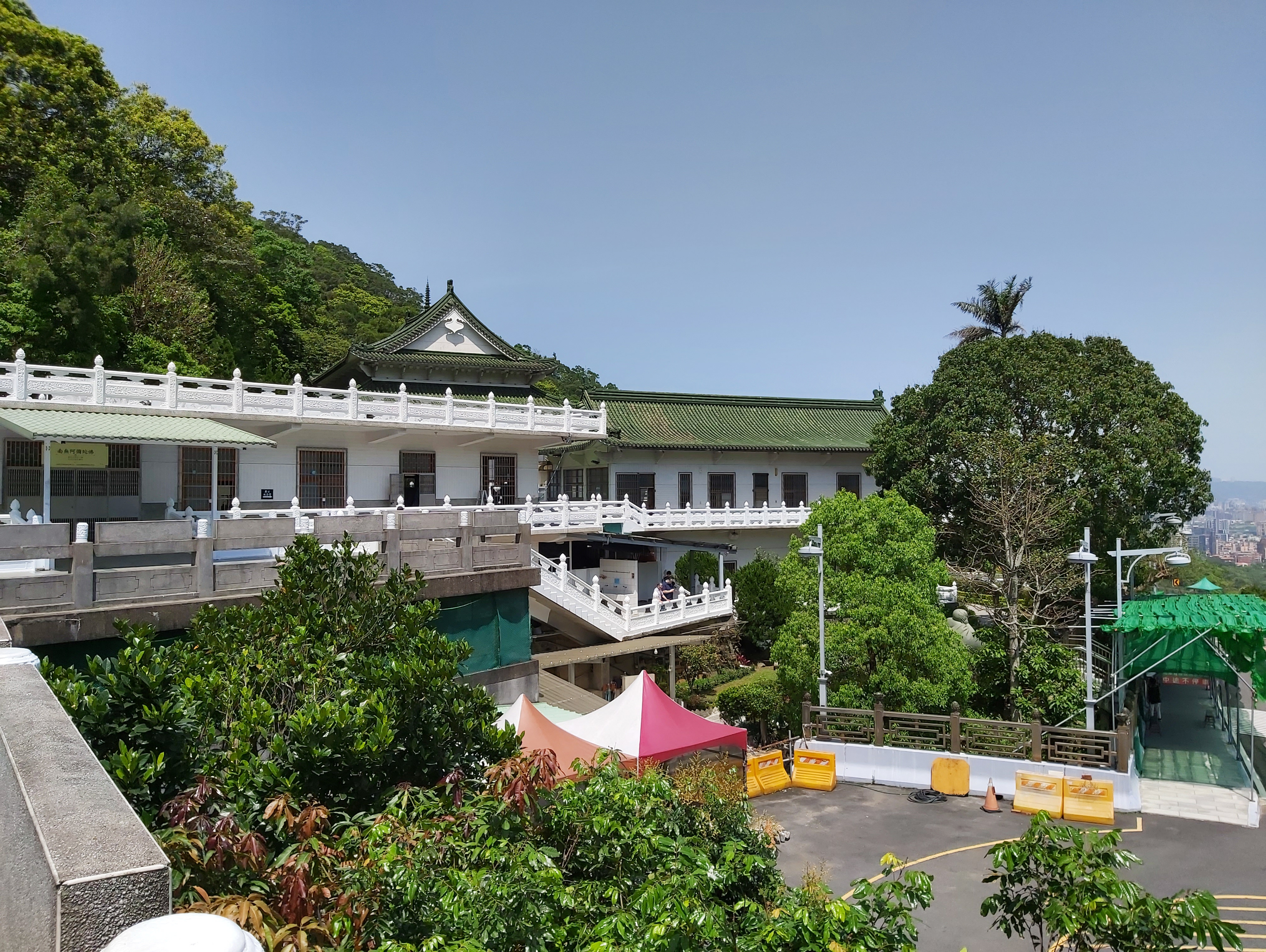
廣公紀念堂
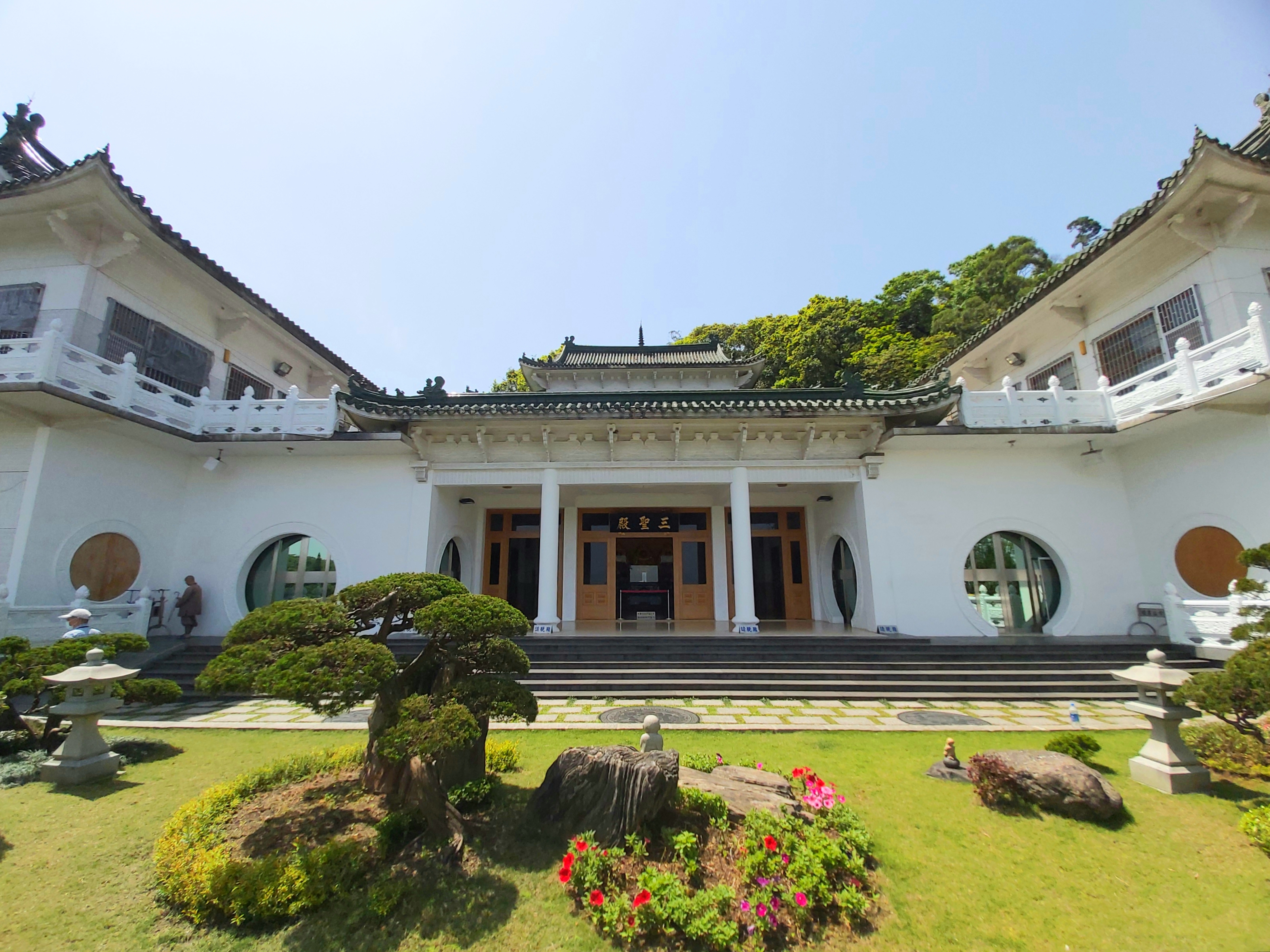
三聖殿
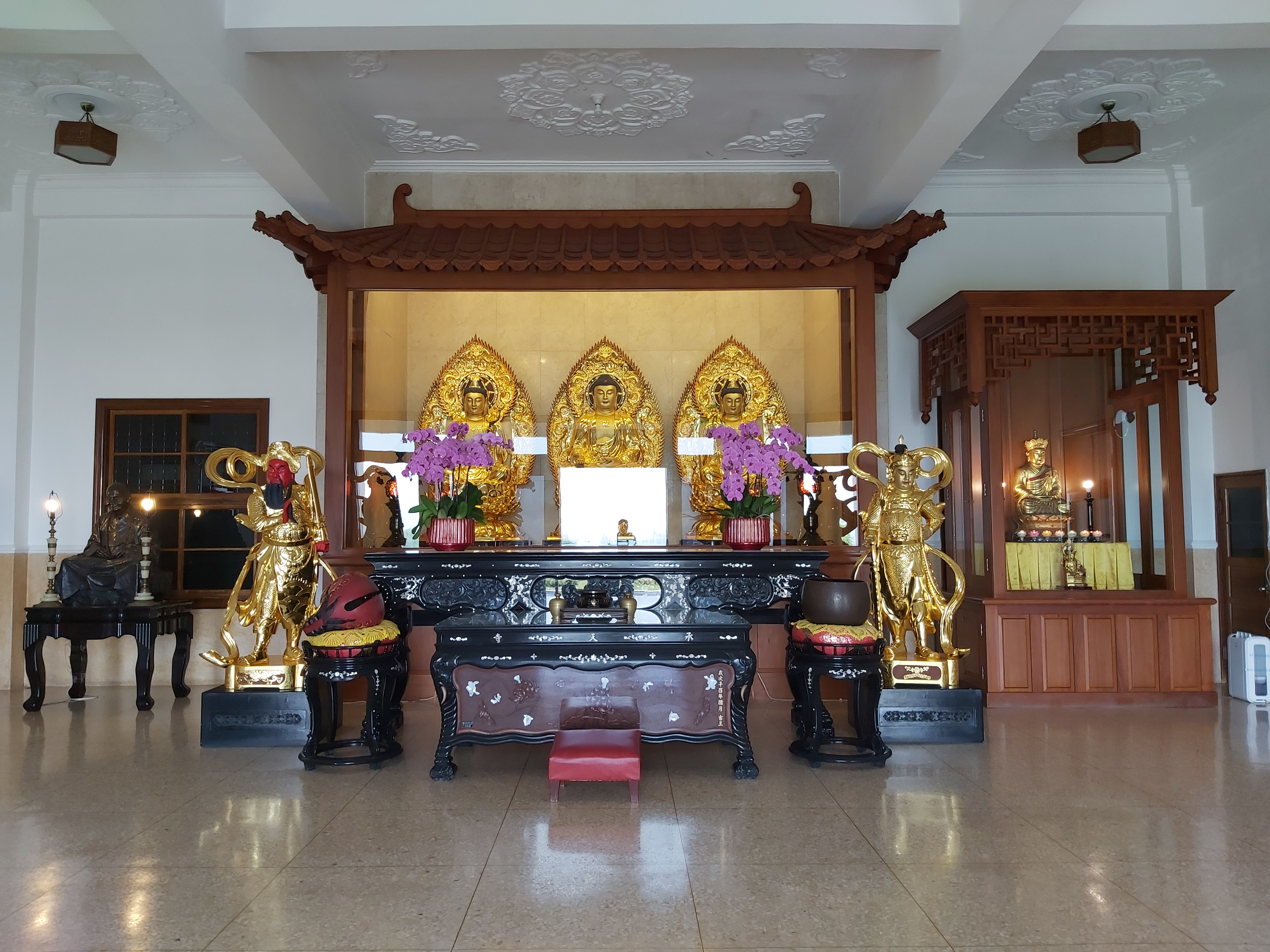
三聖殿室內
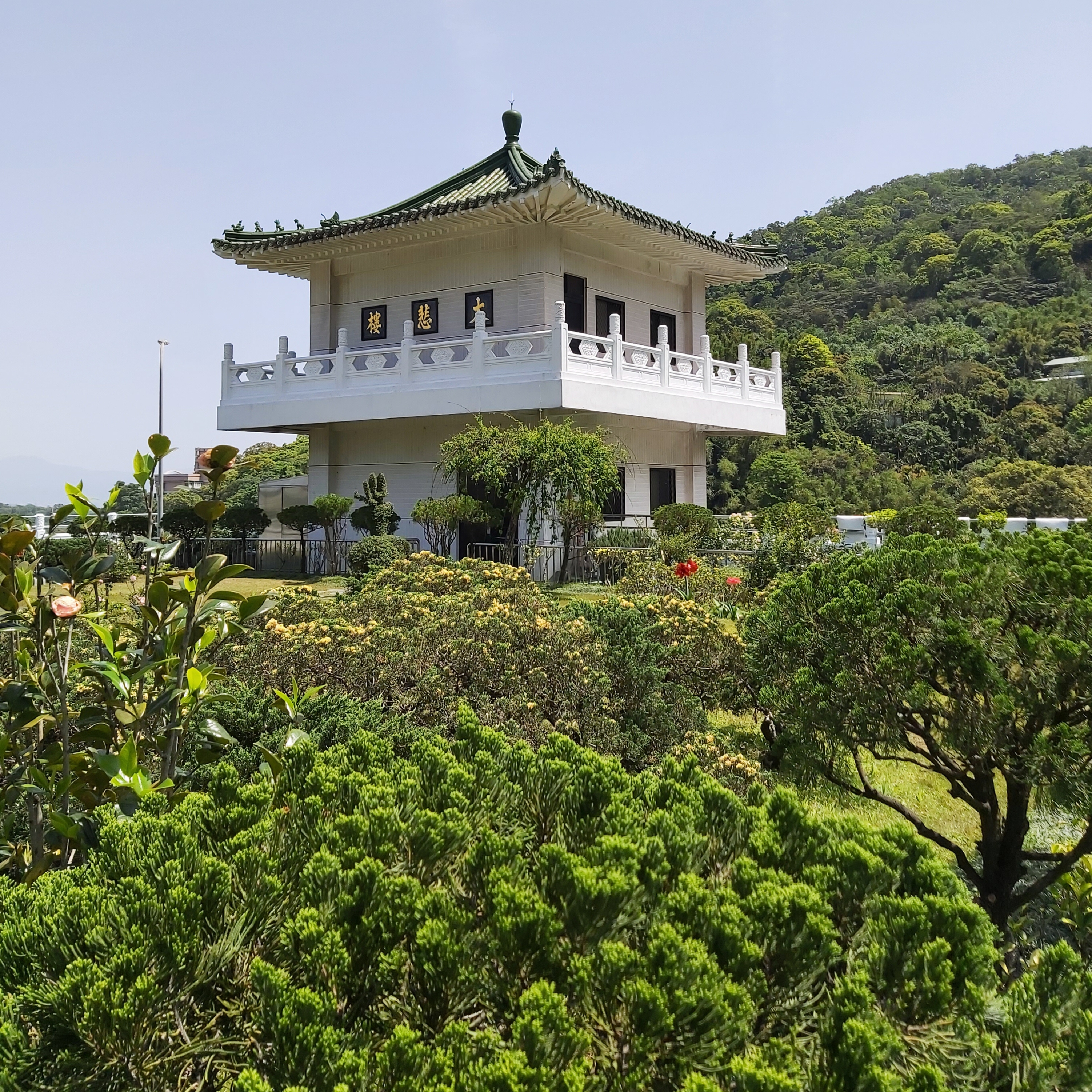
大悲樓閣

2013年12月19日，新建高架道路自南天母路171巷巷口停車場直通大雄寶殿，跨溪道路全長約375公尺。2019年，「聖橋」通車並啟用新山門。

### 環境

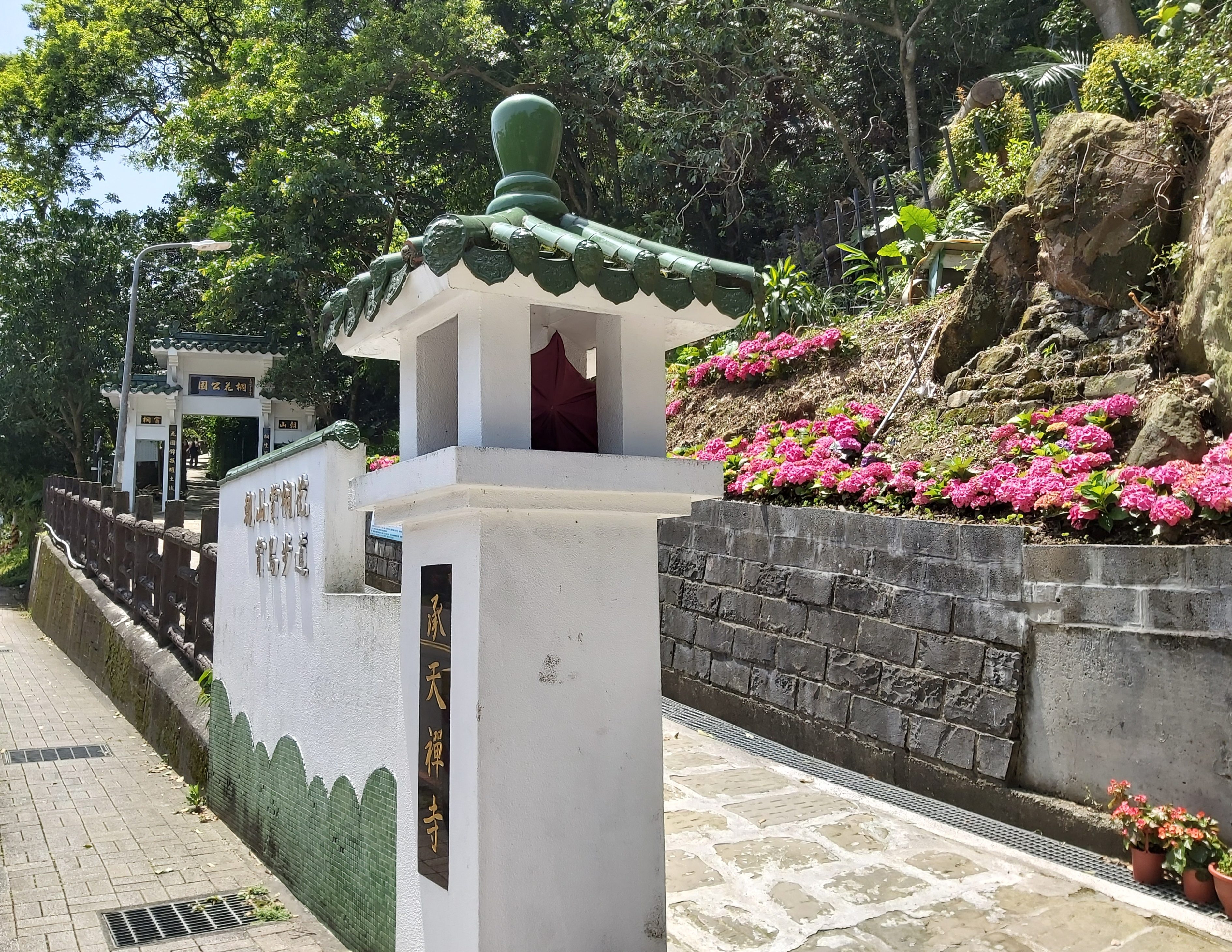
朝山步道

承天禪寺位於向天山山腰，佔地約數公頃。除庭園外，其主建築採白牆綠瓦外觀。因為位置得宜可眺望台北盆地、觀音山等風景。該寺附近亦有油桐花的推廣設置，而全長約3.7公里的承天寺登山（朝山）步道約在1961年建造，由信眾一同出資奉獻，以砂岩石板鋪設，亦稱為「廣欽紀念步道」，2022年由土城區公所全面翻修，可與附近的圓通寺及善息堂相連。

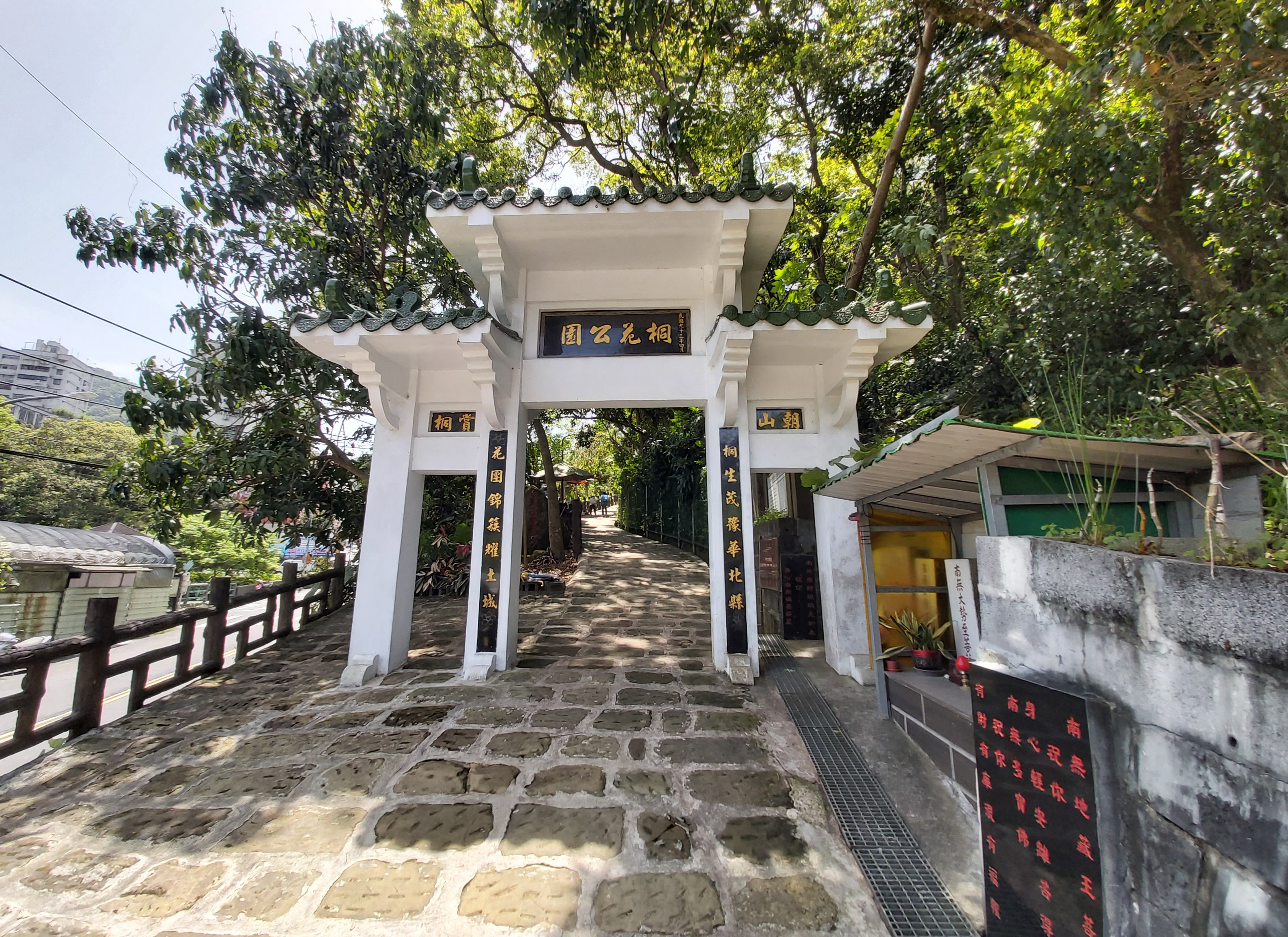
牌樓
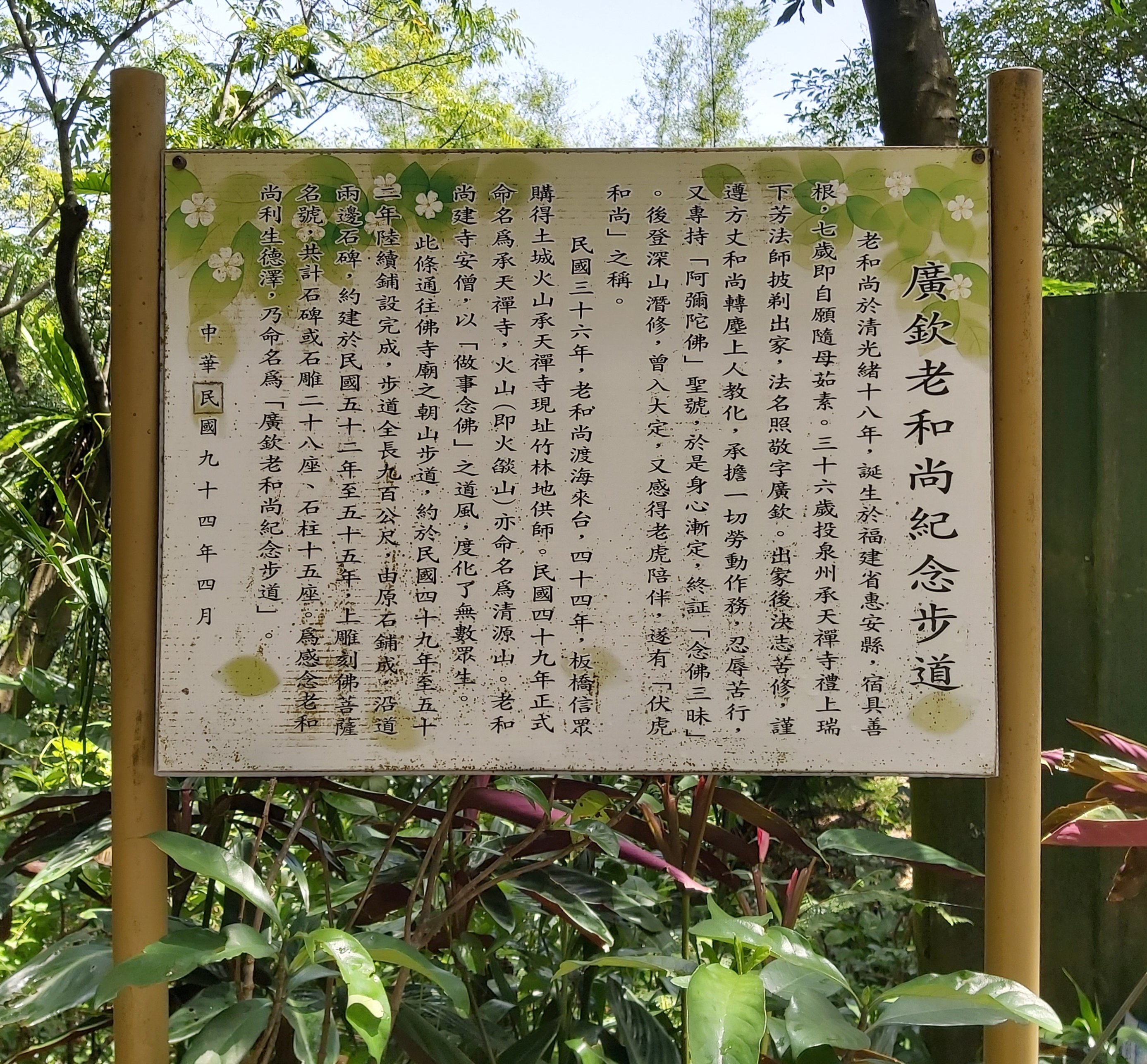
沿革
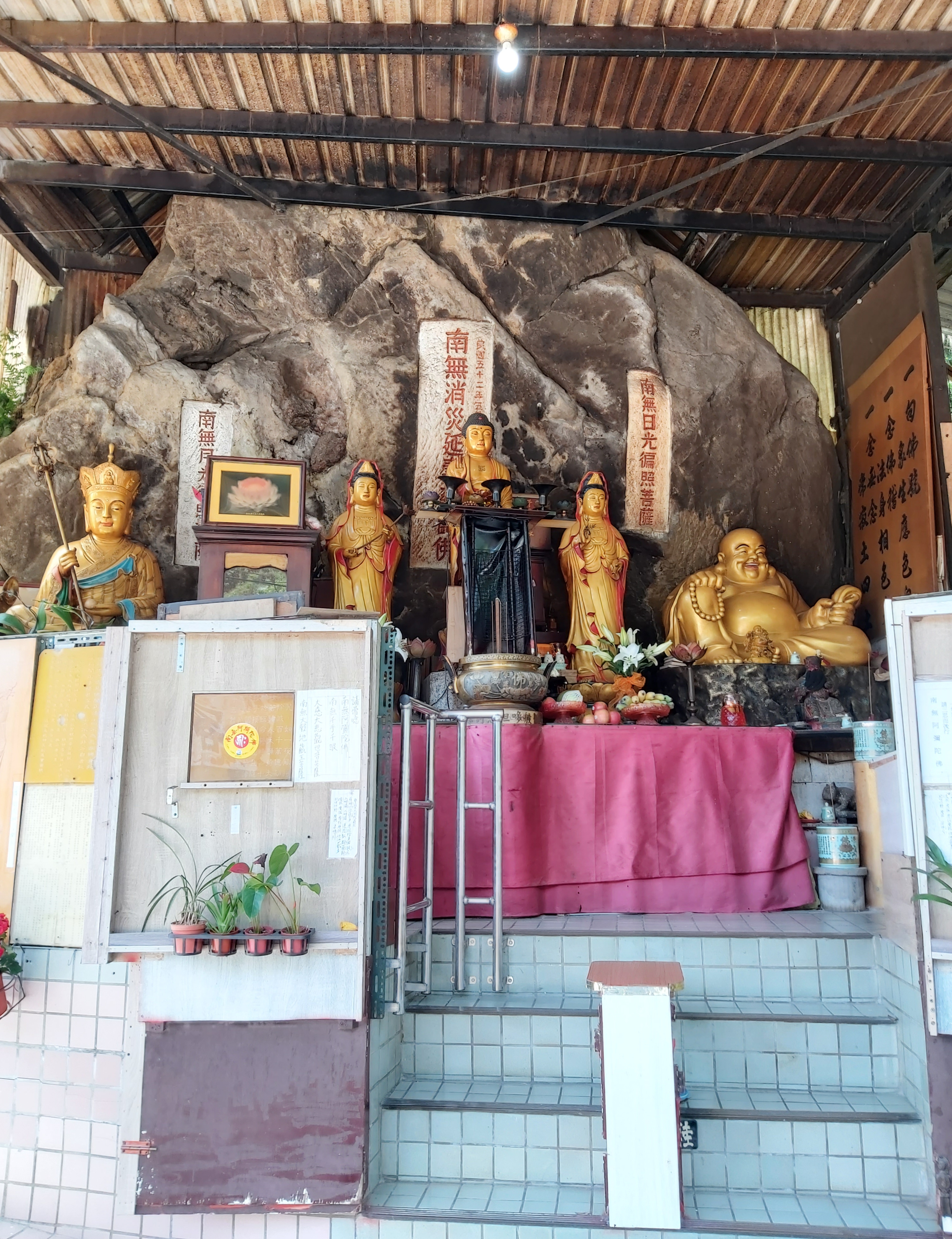
沿途佛位
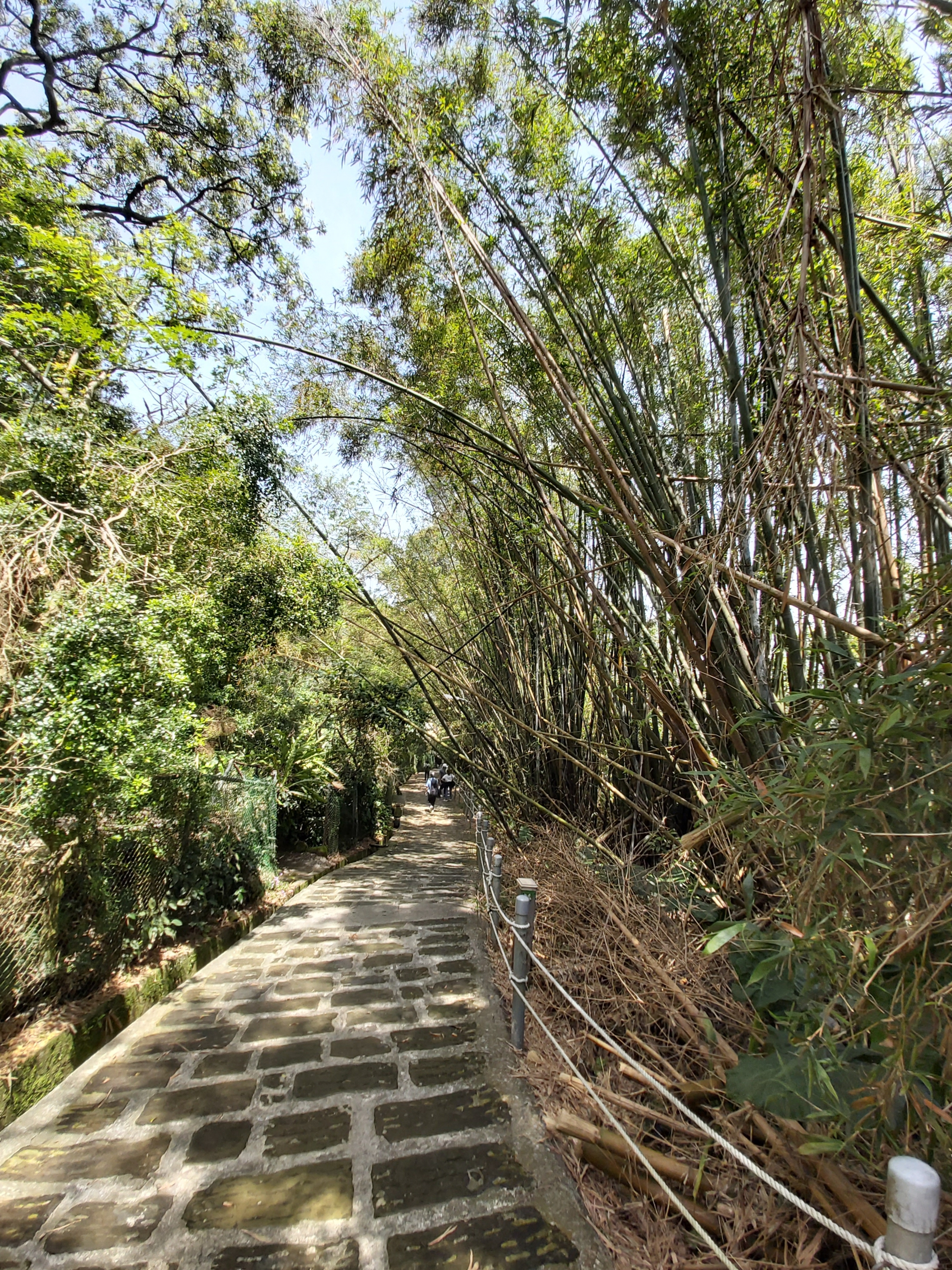
竹林步道

## 外部連結
- 承天禪寺官網 （页面存档备份，存于）
- 承天禪寺的Facebook專頁
- 承天禪寺的Instagram帳戶
- 2007年客家桐花季—承天禪寺步道
- 臺灣旅遊聯盟 （页面存档备份，存于）